# Аль-Карауин
Аль-Карауи́н (ал-Карауиййин, араб. جامعة القرويين‎, фр. Université Al-Karaouine) — университет в городе Фес (Марокко). Основан Фатимой аль-Фихри в 859 году, является одним из духовных и образовательных центров исламского мира. Из стен университета вышел ряд учёных, философов и богословов, оказавших значительное влияние на развитие мусульманской и мировой культуры. 
Составителями Книги рекордов Гиннесса признаётся «старейшим в мире постоянно действующим высшим учебным заведением». В соответствии с ЮНЕСКО Аль-Карауийн  старейшее существующее и постоянно действующее в мире учебное заведение. Однако, в отличие от европейской традиции, старинные арабские «университеты» до недавнего времени не выдавали дипломов от имени заведения: упор делался на обучении у индивидуальных наставников. Только в 1947 году Аль-Карауин стал университетом в европейском понимании и был включен в современную государственную университетскую систему Марокко в 1963 году.
Образование в Университете Аль-Карауин сосредоточено на исламских религиозных и юридических науках с акцентированием особого внимания на классической грамматике и лингвистике арабского языка, а также на  маликитском мазхабе. Также для студентов предлагаются несколько уроков по другим не исламским предметам, таким как французский, английский языки. Обучение осуществляется в традиционном методе, в котором учащиеся сидят в полукруге (халга) вокруг шейха, который побуждает их читать разделы конкретного текста, задает им вопросы по конкретным пунктам грамматики, права или интерпретации, и объясняет сложные моменты.

## История
В 859 году на средства переселившейся из Туниса купеческой семьи аль-Фихри в Фесе была основана мечеть, стремительно превратившаяся в центр духовного образования. Благодаря покровительству марокканских султанов университет постоянно расширялся, охватывая всё новые области знания. Помимо богословия изучались также грамматика, риторика, логика, медицина, математика, астрономия, химия, история, география и музыка.
В Средние века Аль-Карауин сыграл огромную роль в развитии культурных связей христианской Европы и мусульманского Востока. С университетом были связаны такие учёные и философы, как Ибн Араби, Ибн Хальдун, Аль-Идриси, Маймонид, Лев Африканский. В Аль-Карауин предположительно изучал математику папа римский Сильвестр II.